# Hjorthagens TK
Hjorthagens TK är en tennisklubb i Stockholm i Sverige, som bildades 7 juli 1956, med Ingemar Tor Källqvist som ordförande och Ilmar Roots som sekreterare. Antal medlemmar var då 18, fördelat på 10 juniorer under 18 år. 
I maj 1946 spelade Sveriges kung Gustav V på Hjorthagens tennisbanor i en dubbelmatch med Göran Tholerus.
Tennisbanorna har alltid varit grusbanor, och innan man bildade en egen klubb tillhörde man KLTK. 
I dag (2020) har man cirka 160 medlemmar och 150 i kö.